# Cantó de Valenton
El cantó de Valenton és un antic cantó francès del departament de Val-de-Marne, que estava situat al districte de Créteil. Comptava amb 2 municipis i el cap era Valenton.
Va desaparèixer al 2015 i el seu territori es va dividir entre el cantó de Choisy-le-Roi i el cantó de Villeneuve-Saint-Georges.

## Municipis
- Valenton
- Villeneuve-Saint-Georges (part)

## Història
| Data d'elecció                           | Identitat        | Partit | Qualitat |
| ---------------------------------------- | ---------------- | ------ | -------- |
| 1979-1998                                | Maurice Lamy     | PCF    |          |
| 1998-2009                                | Daniel Toussaint | PCF    |          |
| 2009-                                    | Marc Thiberville | PCF    |          |
| les dades anteriors no són pas conegudes |                  |        |          |
|                                          |                  |        |          |

## Demografia
| A partir de 1990: Població sense dobles comptes |